# Векторное поле
Ве́кторное по́ле — это отображение, которое каждой точке рассматриваемого пространства ставит в соответствие вектор с началом в этой точке.
Например, вектор скорости ветра в данный момент времени различен в разных точках и может быть описан векторным полем.

## Определение и вариации

### Евклидово пространство
Векторное поле на евклидовом (или псевдоевклидовом) пространстве {\displaystyle {\mathcal {E}}} определяется как вектор-функция точки пространства, отображающая это пространство в (на) себя:
{\displaystyle {\mathcal {F}}:{\mathcal {E}}\longrightarrow {\mathcal {E}}.}
То есть, каждой точке пространства сопоставляется некоторый вектор (значение векторного поля в данной точке пространства). В общем случае этот вектор различается для разных точек пространства, то есть в общем случае векторное поле принимает разные значения в разных точках пространства. В каждой точке пространства вектор поля имеет определенную величину и определенное (за исключением тех случаев, когда поле обращается в ноль) направление в этом пространстве.
- В литературе (особенно в более старой, а также в физической) применительно к векторному полю на некотором пространстве употребляется также предлог в (то есть говорят и поле на пространстве, и поле в пространстве).

### Многообразие

#### Как сечения
В более общем случае, когда исходное пространство является многообразием, векторное поле определяется как сечение касательного расслоения к данному многообразию, то есть отображение, которое каждой точке {\displaystyle p} ставит в соответствие вектор {\displaystyle X_{p}} из касательного пространства в {\displaystyle p}.

#### Как оператор
Векторное поле {\displaystyle X} на многообразии {\displaystyle M} есть линейный оператор {\displaystyle X:C^{\infty }(M)\rightarrow C^{\infty }(M)} удовлетворяющий правилу произведения:
{\displaystyle X(f\cdot g)=f\cdot (Xg)+(Xf)\cdot g}
для произвольных {\displaystyle f,g\in C^{\infty }(M)}.

### В физике
В физике термин векторное поле, кроме общего значения, описанного выше, имеет специальное значение, в основном в отношении фундаментальных полей (см. ниже).
Смысл этого употребления сводится к тому, что фундаментальные физические поля классифицируются по природе их потенциала, и один из таких типов — векторные поля (как электромагнитное или глюонное поля).

## Обозначения
Обозначается векторное поле обычно просто в соответствии с соглашениями, принятыми для векторов
- в физике для этого обычно используется прямой жирный шрифт или стрелка над буквой, например,
  - {\displaystyle \mathbf {E} } или {\displaystyle {\vec {v}}};
  - для 4-векторов — традиционна индексная запись, например {\displaystyle A_{i}};
- в математической литературе в целом для векторов вообще и векторных полей в частности нет каких-то общепринятых специальных обозначений.

Нередко явно указывается зависимость от точки пространства, например:
{\displaystyle \mathbf {B} (p),} где {\displaystyle p} — символическое обозначение точки пространства,
или
{\displaystyle \mathbf {B} (\mathbf {r} ),} где {\displaystyle \mathbf {r} } — радиус-вектор, характеризующий точку пространства.
Достаточно обычно задание векторного поля как функции координат в пространстве, на котором поле задано, например:
{\displaystyle {\vec {F}}(x,y,z)}
или (для поля, зависящего от времени):
{\displaystyle {\vec {F}}(x,y,z,t).}

## История термина
Термин поле (вместе с понятием силовых линий поля) (англ. field, lines of force) ввёл в физику Майкл Фарадей около 1830 г. при исследовании электромагнитных явлений.
Основы аналитической теории силовых полей разработали Максвелл, Гиббс и Хевисайд во второй половине XIX века.

## Частные случаи векторных полей

### Векторные поля на прямой
Любую вещественнозначную функцию вещественного переменного можно интерпретировать как одномерное векторное поле.

### Векторные поля на плоскости
Если {\displaystyle \mathbf {r} } — радиус-вектор, который в заданной системе координат имеет вид {\displaystyle \mathbf {r} =(x,y)}, то векторное поле описывается вектор-функцией вида
{\displaystyle \mathbf {F} (\mathbf {r} )={\big (}F_{x}(x,y),F_{y}(x,y){\big )}.}

### Векторные поля в трёхмерном пространстве
Если {\displaystyle \mathbf {r} } — радиус-вектор, который в заданной системе координат имеет вид {\displaystyle \mathbf {r} =(x,y,z)}, то векторное поле описывается вектор-функцией вида
{\displaystyle \mathbf {F} (\mathbf {r} )={\big (}F_{x}(x,y,z),F_{y}(x,y,z),F_{z}(x,y,z){\big )}.}
В трёхмерном пространстве имеют смысл следующие характеристики векторного поля

#### Криволинейный интеграл
{\displaystyle \int \limits _{C}\mathbf {F} \cdot \mathbf {dl} =\int \limits _{C}F_{\tau }\,dl,}
где точка означает скалярное произведение, {\displaystyle \mathbf {dl} } — векторный элемент криволинейного пути, вдоль которого происходит интегрирование, {\displaystyle F_{\tau }} — проекция {\displaystyle \mathbf {F} } на (положительную) касательную к криволинейному пути, {\displaystyle dl} — скалярный элемент пути (элемент длины), C — конкретная кривая — путь интегрирования (обычно полагаемая достаточно гладкой). Пожалуй, простейшим физическим прообразом такого интеграла является работа силы {\displaystyle \mathbf {F} }, действующей на точку при перемещении точки по заданному пути.

#### Циркуляция
— интеграл по замкнутому контуру:
{\displaystyle \Gamma =\oint \limits _{C}\mathbf {F} \cdot \mathbf {dl} =\oint \limits _{C}F_{\tau }\,dl,}
где подынтегральное выражение совпадает с описанным чуть выше, а отличие состоит в пути интегрирования C, который в данном случае по определению замкнут, что обозначается кружком на знаке интеграла.

#### Поток векторного поля
{\displaystyle \mathbf {F} (\mathbf {r} )} через поверхность S определяется как интеграл по S:
{\displaystyle \Phi _{F}=\iint \limits _{S}\mathbf {F} \cdot \mathbf {dS} =\iint \limits _{S}F_{n}\,dS,}
где {\displaystyle F_{n}} — проекция вектора поля на нормаль к поверхности, {\displaystyle \mathbf {dS} } — «векторный элемент поверхности», определяемый, как вектор единичной нормали, умноженный на элемент площади {\displaystyle dS}. Простейшим примером этой конструкции является объём жидкости, проходящий через поверхность S, при её течении со скоростью F.

#### Производная
Аналогом производной для векторного поля выступает тензор частных производных (якобиан), который в декартовых координатах имеет вид
{\displaystyle J={\begin{bmatrix}{\dfrac {\partial F_{x}}{\partial x}}(x,y,z)&{\dfrac {\partial F_{x}}{\partial y}}(x,y,z)&{\dfrac {\partial F_{x}}{\partial z}}(x,y,z)\\{\dfrac {\partial F_{y}}{\partial x}}(x,y,z)&{\dfrac {\partial F_{y}}{\partial y}}(x,y,z)&{\dfrac {\partial F_{y}}{\partial z}}(x,y,z)\\{\dfrac {\partial F_{z}}{\partial x}}(x,y,z)&{\dfrac {\partial F_{z}}{\partial y}}(x,y,z)&{\dfrac {\partial F_{z}}{\partial z}}(x,y,z)\end{bmatrix}}.}

#### Дивергенция
— след такого тензора производных. Она не зависит от системы координат (является инвариантом преобразований координат, скаляром), а в прямоугольных декартовых координатах вычисляется по формуле
{\displaystyle \operatorname {div} \mathbf {F} ={\frac {\partial F_{x}}{\partial x}}+{\frac {\partial F_{y}}{\partial y}}+{\frac {\partial F_{z}}{\partial z}}.}
Это же выражение можно записать с использованием символического оператора набла:
{\displaystyle \operatorname {div} \mathbf {F} =\nabla \cdot \mathbf {F} .}
Теорема Остроградского — Гаусса позволяет вычислить поток векторного поля с помощью объёмного интеграла от дивергенции поля.

#### Ротор
— векторная характеристика вихревой составляющей векторного поля. Это вектор с координатами
{\displaystyle \operatorname {rot} \mathbf {F} =\left({\frac {\partial F_{z}}{\partial y}}-{\frac {\partial F_{y}}{\partial z}}\right)\mathbf {i} +\left({\frac {\partial F_{x}}{\partial z}}-{\frac {\partial F_{z}}{\partial x}}\right)\mathbf {j} +\left({\frac {\partial F_{y}}{\partial x}}-{\frac {\partial F_{x}}{\partial y}}\right)\mathbf {k} ,}
где i, j и k — единичные орты для осей x, y и z соответственно.
Для удобства запоминания можно условно представлять ротор как векторное произведение:
{\displaystyle \operatorname {rot} \mathbf {F} =\mathbf {\nabla } \times \mathbf {F} .}

#### Градиент
— важнейшая и простейшая операция, позволяющая получить векторное поле из скалярного поля. Полученное применением такой операции к скалярному полю f векторное поле называется градиентом f:
{\displaystyle \operatorname {grad} f=\left({\frac {\partial f}{\partial x}},{\frac {\partial f}{\partial y}},{\frac {\partial f}{\partial z}}\right)\equiv {\frac {\partial f}{\partial x}}\mathbf {i} +{\frac {\partial f}{\partial y}}\mathbf {j} +{\frac {\partial f}{\partial z}}\mathbf {k} ,}
или, записывая с помощью наблы:
{\displaystyle \operatorname {grad} f\equiv \nabla f.}
Векторное поле, дивергенция которого всюду равна нулю, называется соленоидальным; оно может быть представлено как ротор некоторого другого векторного поля.
Векторное поле, ротор которого равен нулю в любой точке, называется потенциальным (безвихревым); оно может быть представлено как градиент некоторого скалярного поля (потенциала).
Имеет место теорема Гельмгольца: если всюду в области D у векторного поля определены дивергенция и ротор, то это поле может быть представлено в виде суммы потенциального и соленоидального поля.
Векторное поле, у которого и дивергенция, и ротор всюду равны нулю, называется гармоническим; его потенциал представляет собой гармоническую функцию.

### Векторные линии

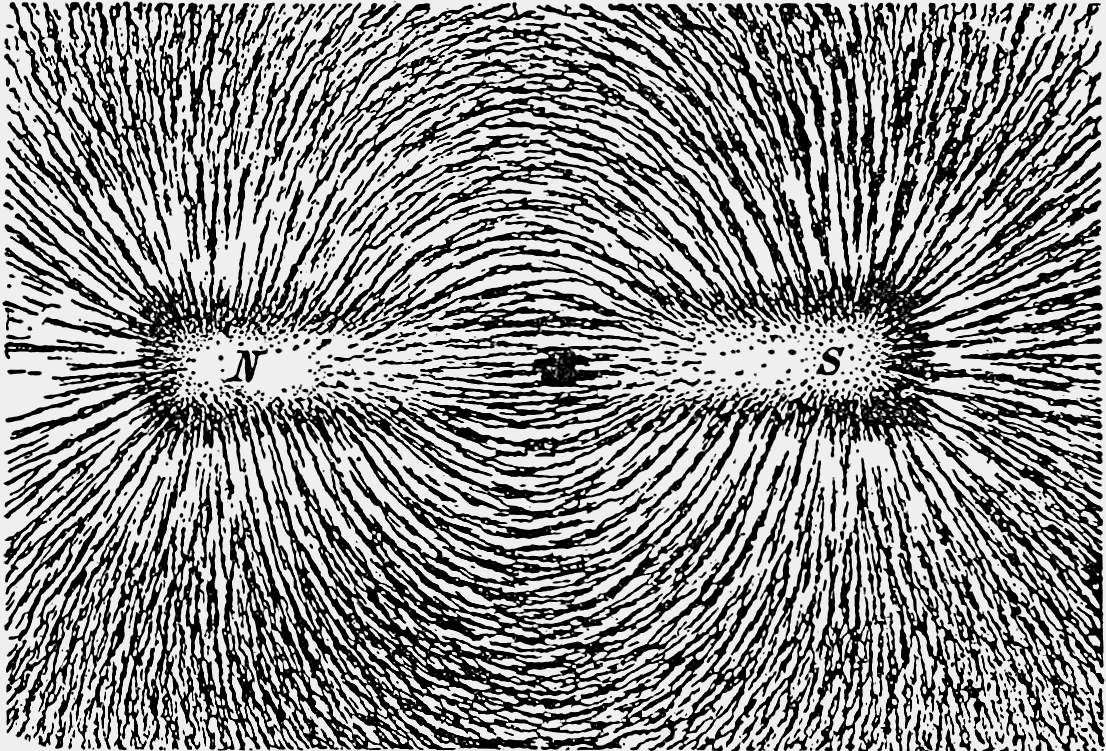
Визуализация силовых линий магнитного поля

Интегральной кривой (также — векторной линией, для силовых полей — силовой линией, для поля скорости движения жидкости или газа — линией тока; первые термины являются общими, остальные — их синонимами в зависимости от контекста) для поля {\displaystyle \mathbf {F} (\mathbf {r} )} называется кривая {\displaystyle \mathbf {r} =\mathbf {r} (t)}, касательная к которой во всех точках кривой совпадает со значением поля:
{\displaystyle {\frac {d\mathbf {r} }{dt}}=\mathbf {F} {\big (}\mathbf {r} (t){\big )}.}
Для силовых полей силовые линии наглядно показывают направление воздействия полевых сил.
Если в достаточно малой области пространства поле нигде не обращается в нуль, то через каждую точку этой области проходит одна и только одна силовая линия. Точки, где вектор поля нулевой — особые, в них направление поля не определено, и поведение силовых линий в окрестности этих точек может быть различным: возможно, через особую точку проходит бесконечно много силовых линий, но возможно, что не проходит ни одна.
Векторное поле называется полным, если его интегральные кривые определены на всём многообразии.

### Векторные поля вn-мерном пространстве
Все перечисленные для векторных полей в трёхмерном пространстве конструкции и свойства непосредственно обобщаются на любую конечную размерность пространства n.
При этом большинство таких обобщений вполне тривиальны, за исключением определения ротора, для корректного построения которого в произвольном n-мерном случае, в отличие от трёхмерного, приходится воспользоваться внешним, а не векторным (которое определено лишь для трёхмерного случая) произведением. При n = 2 соответствующая операция принимает вид псевдоскалярного произведения.
Кроме того, в случае произвольного n нужна определённая аккуратность c определением потока. Основные определения оказываются полностью аналогичными для потока через гиперповерхность размерности (n − 1).

## Физические примеры
В физике типичными примерами векторного поля являются силовые поля (силовое поле — поле некоторой силы (зависящей от положения в пространстве тела, на которое эта сила действует) или тесно связанной с силой напряжённости поля).
Другие типичные примеры — поле скорости (например, скорости течения жидкости или газа), поле смещений (например, в деформированной упругой среде) и многие другие, например, вектор плотности тока, вектор потока энергии или плотности потока каких-то материальных частиц (например, при диффузии), вектор градиента температуры, концентрации или давления и так далее.
Несколько подробнее:
- Электромагнитное поле. Это физическое поле даёт несколько примеров векторных полей (вообще говоря — зависящих от времени) в старом трёхмерном смысле: поле вектора напряженности E, поле вектора магнитной индукции, векторный потенциал (трёхмерный); также векторными полями в математическом смысле являются такие их функции, как, например, вектор Пойнтинга.
  - Электромагнитное поле является примером векторного поля и в более современном (четырёхмерном) смысле, как это несколько подробнее описано ниже (см. также Электромагнитный потенциал).
  - Частный случай электромагнитного поля — электростатическое поле — даёт один из простейших и важнейших примеров векторного поля (трёхмерным векторным полем, не зависящим от времени, в электростатике является напряжённость электрического поля).
  - Другой интересный частный случай даёт магнитостатика, которая исследует векторное поле с несколько другими свойствами, чем электростатика — вихревое поле напряжённости магнитного поля или магнитной индукции, к тому же связанное с другим векторным полем — полем векторного потенциала.

- Гравитационное поле: в классической ньютоновской теории гравитации напряжённость гравитационного поля представляет собой векторное поле, формально полностью аналогичное полю напряженности электрического поля в электростатике, за исключением разницы в численных коэффициентах (константах), в том числе в их знаках. Отметим, что в общей теории относительности и обобщающих её теориях гравитационное поле является не векторным, а тензорным, так как гравитация определяется метрическим тензором.

- Поле скоростей жидкости в гидродинамике или газа в аэродинамике. Гидродинамическая аналогия является наиболее наглядной для физического понимания основных конструкций векторного анализа. При гидродинамической (гидравлической) интерпретации поле — это поле скоростей в жидкости. Векторное поле, в таком случае, соответствует установившемуся потоку (то есть поле подразумевается зависящим лишь от пространственных координат). Если поток меняется со временем, то его следует описывать переменным векторным полем, зависящим от времени.

Исторически гидродинамика оказала огромное влияние на формирование основных конструкций векторного анализа и самой его терминологии. Так, гидродинамическое происхождение имеют такие понятия, как
- поток векторного поля,
- вихрь (ротор) и циркуляция векторного поля,
- линия тока

а также, в той или иной мере, и многие другие (практически каждое из них имеет если не гидродинамическое происхождение, то гидродинамическую интерпретацию).

## Особенности употребления термина в физике
В целом в физике термин векторное поле имеет то же значение, что и в математике, описанное выше. В этом смысле, векторным полем можно назвать любую векторнозначную физическую величину, являющуюся функцией точки пространства, зачастую зависящую также и от времени.
Однако существует и специфический случай применения этого термина, встречающийся главным образом в классификации фундаментальных физических полей. В этом случае слова «векторное поле» подразумевают, что векторным полем (4-векторное или более высокой размерности, если мы имеем дело с абстрактными многомерными теоретическими моделями) является наиболее фундаментальная величина — потенциал, а не её производные (напряженность поля и тому подобное).
Так, например, к векторным полям относят электромагнитное поле, потенциал которого является 4-векторным полем, в то время как его напряженность с современной точки зрения есть тензор. Гравитационное поле называют в этом смысле тензорным, поскольку его потенциал есть тензорное поле.
Практическим синонимом слова «векторное поле» в этом смысле является в современной физике термин векторная частица (также, разводя эти близкие понятия, о векторной частице говорят как о возбуждении векторного поля, или, выражаясь несколько более традиционно — векторная частица есть квант векторного поля). Ещё один практический синоним — частица спина 1 или поле спина 1.
Из фундаментальных полей к векторным (в указанном смысле) относятся электромагнитное (фотонное), глюонное (поле сильных взаимодействий), а также поле массивных векторных бозонов — переносчиков слабого взаимодействия. Гравитационное же поле, в отличие от перечисленных, является полем тензорным.
С рассмотренной классификацией (классификацией по спину фундаментального бозонного поля) непосредственно связаны некоторые свойства соответствующего поля, например, притягиваются или отталкиваются при взаимодействии посредством этого поля частицы одинакового заряда (относящегося к данному типу взаимодействия), одинаков или противоположен такой заряд у частиц и античастиц. Частицы, взаимодействующие посредством векторного поля отталкиваются при одинаковом заряде, а притягиваются при противоположном, а пара частица — античастица имеет противоположный друг другу заряд (как, в частности, в случае электромагнитного поля) — в противоположность свойствам гравитационного поля и гравитационных зарядов.